# Gnophos minorasiaticus
Gnophos minorasiaticus là một loài bướm đêm trong họ Geometridae.